# Montefeltrano I da Montefeltro

Stemma della famiglia Da Montefeltro

Montefeltrano (Montefeltrino) I di Montefeltro (San Leo (?), 1135 circa – San Leo (?), 1202) è stato un condottiero e politico italiano, fu conte del Montefeltro.

## Biografia
Era figlio di Antonio I da Montefeltro.
Le scarse notizie storiche inducono a ritenere che fosse al servizio dell'imperatore Enrico VI di Svevia nella guerra di Sicilia. Forse ricevette l'investitura del Montefeltro da papa Innocenzo III.

## Discendenza
Montefeltrano ebbe tre figli:
- Bonconte (1165-1242), primo conte di Urbino
- Taddeo (?-1249?), uomo d'armi